# 无齿隐翅虫属
无齿隐翅虫属（学名：Exomedon）是隐翅虫科下的一个属。

## 下属物种
本属包括以下物种：
- 无齿隐翅虫 Exomedon andrewesi Cameron, 1931，安德鲁无齿隐翅虫
- 锡金无齿隐翅虫 Exomedon sikkimensis Coiffait, 1982